# トウ・シューズ (漫画)
『トウ・シューズ』は、水沢めぐみによる少女漫画作品。『りぼん』（集英社）に1997年2月号から1998年8月号まで連載された。

## あらすじ
バレエが大好きでバレリーナを目指す少女の、恋や友情や夢を描いた作品。主人公の森野くるみは小学5年生の冬に、友人の篠原桃子に誘われて、穂坂バレエ団附属研究所の「くるみ割り人形」の発表会を見に行く。その発表会でくるみは白河はづきの演技を見て感動し、バレリーナになりたいという夢を抱き、桃子と同じ穂坂バレエスクールに入る。作品の中に登場するバレエスクールや研究所やバレエ団の関係は、以下のようになっている。穂坂バレエスクールは全部で12個あり、その中でも特に優秀な生徒は、穂坂バレエ団付属研究所の研究生となる事ができる。さらに研究生の中でも特に優秀な生徒は、穂坂バレエ団の団員となる事ができる。穂坂バレエ団の団員はプロである。
- 穂坂バレエスクール（全部で12個ある。森野くるみ、篠原桃子らが所属。レッスンは週3回）
- 穂坂バレエ団付属研究所（白河はづき、樹山早紀、長谷部涼子らが所属。建物はバレエ団と同じ。レッスンは日曜以外毎日）
- 穂坂バレエ団（プロ。穂坂一臣らが所属。団長夫妻は一臣の両親。建物は研究所と同じ）

くるみは中学一年生になり、休み時間にもバレエの練習をしたり、学校から帰宅したらすぐにバレエのレッスンに行くほどバレエが大好きになっていた。クラスメートの岩崎智也はくるみの事が好きだったが、その気持を素直に出せず、くるみをからかったりしてケンカになってしまう事が多かった。ある日、くるみは偶然スクールで一臣のレッスンを目撃し、その演技に感動する。くるみは他の生徒よりバレエを始めたのが遅かった為に、スクールの中学生の中では最も技術が低かった。しかし一臣はくるみのレッスンを見ていて、くるみの中に光る才能に気付く。くるみは一臣にレッスンをして貰ったり、叱られたり褒められたり励まされたりしてゆくうちに、一臣への憧れがますます強くなり「一臣とペアを組んで踊りたい」という夢を抱く。
はづきが中学3年生、くるみと桃子が中学1年生の春休みが終わる頃に、はづきがバレエ団の団員となったので、研究所に欠員ができた為に、桃子が研究所の研究生となる。さらに団長夫妻の特別の意向で、くるみも研究生になる。研究所では新たな友達やライバルができたり、一臣から励まして貰ってますます一臣への恋心が強くなったりして、一臣とペアを組んで踊りたいという夢に向かって努力を続ける。しかしペアを組む男女は、身長が違い過ぎるとサポートの時に体に負担がかかるし、見た目も美しくないので組めない。くるみの身長は145センチ、一臣の身長は183センチで、38センチも違う為、くるみと一臣はペアを組めないという事を知り、くるみは強いショックを受ける。しかし智也に励まされ、自分はバレエで、智也はサッカーで、お互いの夢をかなえる為に頑張ろうと約束する。
そして中学3年生の2月に、コンクールが行われる事になる。そのコンクールの優勝者は、海外のバレエの学校に1年間留学できるという。くるみも留学したいという夢を持ってそのコンクールに参加するが、優勝は桃子であった。しかしそのコンクールを見ていたロンドンのバレエ学校の先生から認められて、その学校に留学できる事になる。また、智也はサッカーの名門の高校へ進学する事になる。そしてくるみがロンドンへ旅立ったところで本編は終わる。
番外編「夢の向こう」は104ページもあり、その後の話を描いている。留学から1年4ヶ月後（高校2年生の夏）、くるみと桃子は帰国してバレエ科のある高校に編入し、再び穂坂バレエ団附属研究所の研究生に戻る。智也はサッカーのユース日本代表に選ばれ活躍していた。12月21日から27日までの1週間、バレエ団が「くるみ割り人形」の公演を行う事になるが、23日だけは特別に、研究所の研究生が主役のクララ役を務める事になる。くるみと桃子はそのオーディションに立候補し、くるみが選ばれる。しかし本番の30分前に、くるみとペアを組む王子役の男性がケガをして出られなくなってしまい。急遽、一臣が代役として出演しくるみとペアを組んで踊る。

## 登場人物
森野くるみ（もりの くるみ）
主人公。中学1年→高校2年。東京都の杉並区に在住。身長145センチ→146センチ。誕生日は10月26日。
素直で明るい頑張りや。中一の冬に初めて一臣と出会ってから、一臣に憧れを抱く。智也から好かれているが、告白されるまで気付いていなかった様子。
小学5年生の冬に桃子に誘われてバレエを見に行き、感動してバレリーナになりたいという夢を抱き、桃子と同じ穂坂バレエスクールに入る。学校の休み時間にもバレエの練習をしたり、帰宅するとすぐにバレエのレッスンに行くほどバレエが大好き。レッスン前に偶然一臣と出会い憧れを抱く。一臣に、他の生徒に追いつくようにと、バレエを始めたのが他の生徒より遅い分、みんなに追いつけるようになりたいと素直に一生懸命に努力する。智也とは喧嘩したり励ましあったりを繰り返しながら仲良くなっていき、くるみはバレエで、智也はサッカーで、お互いの夢を実現させる為に頑張ろうと約束する。くるみ自身の演技は技術的には未熟だが、人の心に訴える不思議な魅力があり、一臣からその才能を認められて、桃子とともに穂坂バレエ団附属研究所の研究生になる。
一臣に練習を見てもらったり、発表会での失敗を叱られたり、励まされたりしていくうちに、一臣に対する恋心がどんどん強くなってゆき、プリマバレリーナになって一臣とペアを組んで踊りたいという夢を抱く。しかしくるみは身長が低く、一臣は身長が高い為に、ペアを組むと釣り合わなくなってしまうため、ペアを組めないという事を知り、くるみは失望する。しかし桃子や早紀や涼子や杏奈といった友人達やライバル達と切磋琢磨しあったり、疲労骨折を克服したりオーディションに落ちたりといった経験をしていくなかで、バレエの実力的だけではなく精神的にも成長していき、海外留学をかけたコンクールに挑む。最終選考時点で優勝は逃すが、才能を認められて特別に留学できることになり、中学3年生の終わりにロンドンへ旅立つところで本編は終わる。
番外編ではそれから1年4ヵ月後、留学を終えて桃子と共に帰国し、研究所の生徒に戻り、バレエ科のある高校に編入する。12月にバレエ団の公演があるが、7日間の公演のうち1日だけ研究所の研究生が主役を踊れる事になる。くるみはそのオーディションに合格する。そして公演当日を迎えるが、開演30分前に王子役の男性がケガをして出演できなくなってしまう。急遽、一臣が王子役を務める事になって、くるみは一臣とペアを組んで踊るという夢が叶う。
岩崎智也（いわさき ともや）
くるみの同級生。サッカー部でポジションはキーパー。身長146センチ。父親は穂坂バレエ団の隣で、バレエダンサー専門の岩崎スポーツクリニックという病院を経営している。しかし父のように智也はバレエやクリニックの知識については特に詳しくない様子。
本当はくるみの事が好きだが、その気持を素直に出せず、くるみの事をからかったり悪口をよく言う、意地っ張りな性格だった。しかし大きな喧嘩をした後でくるみに謝り、くるみはバレエで、自分はサッカーで、お互いの夢を叶える為に頑張ろうと励ましあう仲になる。くるみの誕生日にバレエの公演があるが、くるみはその日に高熱を出していて、公演が終わった直後に倒れてしまい、岩崎スポーツクリニックに入院する。その日の夜中に、智也はくるみへの誕生日プレゼントを持って、くるみが入院している病室を訪れるが、病室で、一臣がくるみを優しく抱きとめているのを目にして、病室の外にプレゼントを置いて、二人に気付かれないように去る。（くるみはそのプレゼントをくれたのは桃子や早紀だと思うが、桃子や早紀に聞いてみると違っていたので、自分のファンからのものだと思いこむ。）
くるみが疲労骨折をし、落ち込んでいるときに半ば勢いでくるみを抱き寄せて告白をしたが、くるみには「こんなの智也じゃない!」といったん拒絶される。三年になりくるみともクラスが分かれたが、そんな状態でもお互い「共に夢を叶える」という夢を果たすため、切磋琢磨しながらゆく。
身長が低い為にレギュラーから外されるが、（くるみと共に低かったときは1ミリ、1センチの低レベルな争いを繰り広げていた）人一倍努力してレギュラーを奪い返し、試合でも活躍する。やがて身長も伸びてサッカーの名門高校に合格し、留学するくるみとはこれからもお互いに夢に向かって頑張ろうと誓い合う。本編ではここまでだが、番外編「夢の向こう」ではユース日本代表として活躍しており、くるみは一臣への憧れはバレエダンサーとしての憧れで、自分が共に歩いていきたい人は智也だったのかもしれないと気付く。
穂坂一臣（ほさか かずおみ）
穂坂バレエ団の団長夫妻の一人息子。18歳→22歳。16歳のときに超難関のローザンヌコンクールで金賞を取り、イギリスのロイヤルバレエスクールに2年間留学していた。身長183センチ。バレエの実力も人気も非常に高く、これからのバレエ界を担っていく人材と言われている。穂坂バレエ団の隣が岩崎スポーツクリニックである為、智也とは智也がまだおしめをしていたくらい小さい頃からの知り合い。はづきとは恋人的な関係だが、それに関する決定的なシーンはない。
穂坂バレエスクールでくるみの練習を見て、その技術は未熟であるものの、人の心に訴えかける高い表現力や芸術性を見抜く。そしてはづきが病気で公演に出られなくなった時には、はづきの代役にくるみを強く推薦するなど、くるみを高く評価して期待をかけていた。しかし番外編では心臓の病気で踊れなくなってしまうことが明らかになる。（本編でくるみと踊ったあとに発覚。）そして自分にとって一番大切な人は、常にそばに居てくれたはづきだと気付く。そしてもう踊れなくなってしまうが、スクールの指導者と振付師に転進する。
篠原桃子（しのはら ももこ）
くるみの小学校時代からの同級生で親友。穂坂バレエスクールに小学生の頃から所属していて、小学5年生の時にくるみをバレエ鑑賞に誘う。それがきっかけでくるみも穂坂バレエスクールに入る。スクールの中では一番うまかった。優しく穏やかで控えめな性格。バレエの素質は高く、中学1年生の終わりの春休みに実力を認められて研究生になる。自分に自信が持てず消極的なところがあったが、積極的なくるみや早紀に影響されて、自分に自信をつけ積極的になっていく。中学3年生の2月に、海外留学をかけたオーディションで見事優勝し、高校へは進学せずパリへ留学する。番外編では帰国後にくるみと共に、バレエ科のある高校に編入する。
白河はづき（しらかわ はづき）
穂坂バレエスクール付属研究所の研究生。くるみより学年は2つ上。バレエの実力は非常に高く、中学3年の終わりの春休みに、正式に穂坂バレエ団の団員となる。しかし実力の高さを鼻にかけるような事はなく、後輩たちにも優しくて慕われており、くるみも尊敬し憧れている。穂坂バレエスクール出身。一臣の恋人的な存在で、バレエでペアを組む事も多く、くるみも含めて周囲の人たちからも2人は恋人と思われていた。しかし一臣がくるみを高く評価し、くるみに目をかけていたので、はづきは嫉妬や戸惑いを感じていた。しかしくるみを敵対視するような事はなく、くるみにも常に優しかった。くるみははづきと一臣が恋人だと思っており、お似合いのカップルだと思っていた。番外編「夢の向こう」では、一臣がくるみと踊って倒れた後、病院のベッドで休む一臣に告白する。
樹山早紀（きやま さき）
穂坂バレエスクール付属研究所の研究生。くるみと桃子と友人になる。学校はくるみとは違うが、学年は同じ。くるみと桃子がくるまでは、研究所では最年少だった。背が高く、対照的に低かったくるみからは羨ましがられていたが、「バラの精」でのオーディションで、背の高さ（「バラの精」の少女役は小柄な役者が抜擢されやすい）で不合格になってしまった。バレエをやる前は新体操をやっていたので、「コッペリア」で審査員からも動きのしなやかさについて褒められていた。前向きな性格で、桃子がオーディション前に不安がっていたときには、厳しい口調で励ましたり、杏奈が海外留学のコンクールで、くるみとのレベルの差を明らかにするために、演目をくるみと同じ「金平糖の踊り」にしたときにも、杏奈に対して怒りをあらわにしていた。
長谷部涼子（はせべ りょうこ）
穂坂バレエスクール付属研究所の研究生。くるみより学年は1つ上。初めて登場する時は、くるみと桃子が中学1年生が終わった春休みの時なので、涼子は中学2年生が終わった春休み。はづきがバレエ団の団員になって研究所から抜けた後は、研究所の中では最もバレエの実力が高い研究生。大会社の社長の娘。母親が有名なバレリーナで、母親について4歳の頃からバレエをやっていた。バレエの実力は高いが、才能の高さを鼻にかけており、背が低く才能がないくるみにはつらく当たる。しかしくるみは涼子を敵視する事はなく、仲間として認めていた。「コッペリア」で一次は主役に抜擢されていたものの役柄が自身に合わず、やがて研究所の田上先生と衝突し、自ら降板を申し出て研究所を辞めてしまう(指導者側から降板を申し渡されてくるみが代役になることを恐れていた)。その後は他のバレエ研究所に移る。海外留学をかけたコンクールではくるみと再会し、そこではくるみの実力を認めている。
香月杏奈（こうづき あんな）
一臣の従妹。バレエの才能が非常に高く、バレエ雑誌でも非常に高く評価されている。名古屋出身だが両親が仕事で海外に行く事になったため、東京に引越してきて、一臣の家に住む事になり、穂坂バレエスクール付属研究所の研究生となる。涼子のように、明らかにくるみを敵視していたわけではないが、才能に溺れているところがあり、きゃぴきゃぴと明るく笑いながらずけずけと人に物を言う性格もあって、くるみを遠まわしに傷付けるようなことをいうことが多々あった。
技術的には極めてレベルが高いが、海外留学をかけたコンクールでは、技術は高いがバレエを愛する心が不足していたとの理由で最終選考で落選してしまう（才能はあるが、将来を本当にバレエで歩んでいくかは決めておらず、コンクール志願理由も「一臣と（バラの精の少女役として一緒に）踊れたから、今度はコンクール一位をとりたい」という理由であり、留学も特にしたいとは思っていなかった）。
田上先生（たがみ せんせい）
穂坂バレエ団附属研究所の先生。バレエの指導には厳しく涼子と衝突して、涼子は研究所を辞めてしまう。
梶（かじ）
智也の友人の男子生徒。くるみたちと同級生。下の名前は不明。身長165センチ。智也がくるみを好きな事に気付いており、くるみがスクールの発表会に来る人を募っている時には、照れて行きたがらない智也を強引に誘って連れて行く。情報通。
マコト
智也の友人。くるみたちと同級生。名字は不明。身長155センチ。言動が少し幼い。
五利重夫（ごり しげお）
くるみらのクラスの担任の先生。「姫ちゃんのリボン」にも登場する。「姫ちゃんのリボン」では姫子のクラスの担任で43歳だった。「風立一中から転任してきた」というセリフがあるが、風立一中とは「姫ちゃんのリボン」で姫子が通う中学。
森野つくし・たんぽぽ（もりの つくし・たんぽぽ）
くるみの双子の妹。

## 水沢とバレエ
水沢はこの作品を連載している頃に、実際にバレエスクールに通い、バレエの発表会にも出演している。小学校2年生の時、友達のバレエの発表会を見て、バレエを習いたくて仕方が無かった事や、小さい子のクラスを見学するのが大好きで、「今度の連載はバレエ漫画にしよう」と決めていた事や、知り合いのバレエの先生から勧められた事などがきっかけだという。
水沢がバレエを始めたのは、1996年の1月頃だが、その頃は水沢は「ないしょのプリンセス」を連載していた。「トウ・シューズ」の連載が始まったのは、それからほぼ一年後の1997年2月号から。その為、「トウ・シューズ」の連載を始めるまでに1年近く、水沢はバレエのレッスンを積んでいる為、それが作品にも生かされていると思われる。締め切り当日がレッスン日で、朝まで原稿を描き、10:30から1時間レッスンに行って、1時過ぎに原稿を出した事もあった。しかしストレッチのし過ぎで足を痛め、足が上がらなくなってしまい、半年ぐらい経ってようやく治ったものの、それに喜んでストレッチをしたらまた痛めてしまう。1997年11月16日に発表会があり、それに水沢も出演する。本番は4時からで、漫画家の友人たちも来てくれた。演じたのは先生が選んだ、レハール作曲の「金と銀」という曲。しかし後でその時の写真やビデオを見ると、自分だけすごくヘタだったとの事。
ちなみにこの日は、サッカーのフランスワールドカップ予選の、いわゆる「ジョホールバルの歓喜」の日であり、水沢も深夜までテレビを観戦し、深夜2:30頃まで特番も見たという。その日はバレエの発表会で、朝の9時にバレエの発表会の会場に集合して準備をして、発表会に出て、夜はサッカーを見たので、一日中テンションの高い日だったと語る。コミックスの欄外にもサッカーの話が多く載っており、川口能活選手と井原正巳選手のファンだと書いてある。1998年6月14日にトゥールーズで行われたフランスワールドカップ（1998 FIFAワールドカップ）のアルゼンチン戦の観戦にも行っている。特別チャーター便でトゥールーズの空港へ行き、空港からバスで試合会場へ行き、試合後はバスで空港に戻り飛行機で日本に帰ってくる、ホテルにも泊まらず寝るのは飛行機の中だけという「0泊3日の炎の弾丸ツアー」で行ったという。会場では日本人もアルゼンチン人もフランス人も一緒になってお祭り騒ぎだったとの事。
コミックスには全5巻の全ての巻末に、「バレリーナ物語」という短い漫画が載っており、水沢のバレエのレッスンや発表会の実話が載っている。バレエを初めて2年間経った頃に、水沢は自転車に載っていて電柱にぶつかって頬の骨を骨折してしまう。そして2週間入院して手術を行い、バレエのレッスンを2ヵ月間休む事になってしまう。レッスンを休んでいる間は筋肉がゆるんでいく感じがしてすごく焦ったという。漫画の中でも、くるみがケガで練習ができない時期があるので、くるみの気持がよく分かったという。このケガの為か、「りぼん」1998年5月号では連載を休載している。2ヵ月後にレッスンに復帰した時は、予想通り体がすっかりなまっていてうまく踊れなかったが、休んでいる間にファンからたくさん励ましの手紙を貰ったことが嬉しかったという。
連載1回目に読者から貰った手紙の半分以上が、バレエを習っている人からだったという。また、「この漫画を読んでバレエを始めました」という手紙や「バレエを始めたいんだけど今からじゃ遅いかな」という手紙も来たという。また、ちょくちょくバレエの公演も見に行っており、同じ演目でもバレエ団によって衣装や背景などが変わるので奥が深いと述べている。また、バレエを習っている読者から発表会のチケットを送られる事もあったが、仕事が忙しかったり、手紙はいったん編集部でまとめられてから送られてくるので、手元に届く頃にはその発表会の日が既に過ぎていたりして、なかなか行く事ができないでいたという。「トウ・シューズ」の連載が終わったのは1998年8月号であるが、水沢はその後もバレエのレッスンを続けている。（以上、コミックスの欄外の「ひとことコーナー」と巻末の「バレリーナ物語」より）。集英社の『りぼん』や『Cookie』の公式サイトの、水沢のプロフィールのページには、趣味がクラシックバレエと書いてある。

## 番外編
『りぼん』本誌に連載された本編のほかに、以下の3作の番外編がある。
- 「トウ・シューズ 番外編 ちっちゃな大事件」（1998年りぼん夏休みおたのしみ増刊号に掲載） - 8ページの小品。つくしとたんぽぽが主役。
- 「トウ・シューズ 番外編 夢のむこう」（1998年りぼん秋のびっくり大増刊号に掲載） - 106ページもある長編。留学から帰国後のくるみの物語。
- 「トウ・シューズ 番外編 夢がはじまる日」（1999年りぼん冬休みおたのしみ増刊号に掲載） - くるみが小学5年生の時の話。

## コミックス
りぼんマスコットコミックスより全5巻。全ての巻に「バレリーナ物語」という短い漫画が収録されているが、これは水沢のバレエのレッスンや発表会の様子を描いた実話である。各巻に収録されている作品は以下の通り。
- 第1巻（1997年9月 ISBN 978-4-08-856038-0）
  - 「トウ・シューズ」第1話 - 第5話（りぼん1997年2月号 - 6月号）
  - 「バレリーナ物語 第1回 はじめてのレッスン」書き下ろし
- 第2巻（1998年2月 ISBN 978-4-08-856064-9）
  - 「トウ・シューズ」第6話 - 第10話（りぼん1997年7月号 - 11月号）
  - 「バレリーナ物語 第2回 とつぜんの危機」書き下ろし
- 第3巻（1998年7月 ISBN 978-4-08-856089-2）
  - 「トウ・シューズ」第11話 - 第15話（りぼん1997年12月号 - 1998年4月号）
  - 「バレリーナ物語 第3回 発表会にむけて」書き下ろし
- 第4巻（1998年10月 ISBN 978-4-08-856105-9）
  - 「トウ・シューズ」第16話 - 第18話（りぼん1998年6月号 - 8月号）
  - 「トウ・シューズ 番外編 ちっちゃな大事件」（1998年りぼん夏休みおたのしみ増刊号）
  - 「天使たちのティータイム」（りぼんオリジナル1996年10月号）
  - 「バレリーナ物語 第4回 発表会」書き下ろし
- 第5巻（1999年2月 ISBN 978-4-08-856126-4）
  - 「トウ・シューズ 番外編 夢のむこう」（1998年りぼん秋のびっくり大増刊号）
  - 「トウ・シューズ 番外編 夢がはじまる日」（1999年りぼん冬休みおたのしみ増刊号）
  - 「きゃらめるクリスマス」（りぼんオリジナル1998年12月号）
  - 「バレリーナ物語 最終回 そして明日へ…」書き下ろし